# Minersville (Utah)
Minersville es una localidad del condado de Beaver, estado de Utah, Estados Unidos. Según el censo de 2000 tenía una población de 817.

## Geografía
Minersville se encuentra en las coordenadas 38°12′48″N 112°55′30″O / 38.21333, -112.92500.
Según la oficina del censo de Estados Unidos, la localidad tiene una superficie de 1,6 km². No tiene superficie cubierta de agua.
- Datos: Q483354
- Multimedia: Minersville, Utah / Q483354

1. ↑  Zip Data Maps, código ZIP n.º 84752.